# Zebra Crossing
Gli Zebra Crossing sono stati un gruppo pop italo-americano fondato nel 1978 dai fratelli Giosy e Mario Capuano, già produttori dei Middle of the Road nella metà degli anni settanta. Con una formazione di sette elementi, sono stati una delle poche band di musica pop formatesi in Italia ad essere prodotta da una casa discografica inglese, la Emi E.A.R.. Alla maniera dei gruppi dell'epoca, come ad esempio gli Earth Wind & Fire, il complesso indossava durante gli spettacoli dal vivo dei curiosi abiti, a metà tra i vestiti dei faraoni egiziani e improbabili extraterrestri.

## Storia
La formazione originale comprendeva la cantante newyorkese di colore Vivian Houston, Claudio Golinelli (rispettivamente prima dell'incontro con Gianna Nannini e poi con Vasco Rossi) al basso, Carlo Pennisi alle chitarre, sostituito successivamente da Mario Schilirò (attuale chitarrista di Zucchero Fornaciari),  Valerio Galavotti e Daniele Puntiroli ai fiati, Enzo Vallicelli (già con gli Uno di Elio D'Anna, ex Osanna) alla batteria, e il tastierista Alessandro Esseno. Dopo l'uscita del primo e unico album intitolato semplicemente "Zebra Crossing",  pubblicato dalla Emi nel 1978, il gruppo intraprese un tour europeo promozionale fino alla fine del 1979 prima di sciogliersi definitivamente, con l'unico merito di essere stato insieme a pochi altri, uno dei primi progetti musicali nati in Italia a tentare la strada del mercato internazionale.